# آرتور دبلیو. آدامسون
آرتور ویلسون آدامسون (انگلیسی: Arthur Wilson Adamson؛ زاده ۱۹۱۹ درگذشته ۲۰۰۳) یک شیمی‌دان اهل ایالات متحده آمریکا بود.